# Jaap Stotijn
Jacob Hendrik «Jaap» Stotijn (La Haya, 22 de septiembre de 1891-La Haya, 5 de abril de 1970) fue un oboísta holandés. También fue pianista y director. Jaap Stotijn es considerado el fundador de la escuela holandesa de oboe. "El estilo holandés... es el producto del estilo distintivo de fabricación de cañas y de interpretación de Jaap Stotijn." Entre sus estudiantes cabe citar a los oboístas contemporáneos Han de Vries, Koen van Slogteren, Peter Bree, Bart Schneemann y la actual oboe principal de la orquesta de Stotijn, Pauline Oostenrijk.

## Biografía
Jacob Hendrik Stotijn nació el 22 de septiembre de 1891, hijo de Johannes Louis Stotijn y Helena Kooper. Se casó con Geertruida Molenaar el 27 de septiembre de 1912. Tuvieron una hija, Ellen, nacida el 23 de marzo de 1913, y un hijo, Haakon, nacido el 11 de febrero de 1915. Ellen Nicasie-Stotijn fue arpista y Haakon Stotijn siguió a su padre como oboísta y profesor de oboe.

## Carrera
En 1907, mientras estudiaba con Dirk van Emmerik, Stotijn tocó el segundo oboe en la Orquesta de la Residencia de La Haya, donde su maestro era el oboísta principal. Estudió en la De Haagsche Muziekschool, actual Conservatorio Real de La Haya, entre 1910 y 1915.
En 1919, Stotijn sucedió a Dirk van Emmerik como oboísta solista de la Orquesta de la Residencia de La Haya y como profesor de oboe en el conservatorio, cargos que ocupó hasta su jubilación en 1956. Continuó enseñando oboe de forma privada durante muchos años después de su jubilación.
Jaap Stotijn participó en varios otros proyectos musicales. En 1928 comenzó a dirigir la Orquesta Sinfónica de Trabajadores de La Haya. En 1935, Stotijn fundó el trío Feltkamp-Stotijn-Ketting con el flautista Johan Feltkamp y el pianista y compositor Piet Ketting. Stotijn también actuó con un conjunto de música barroca Collegium Musicum Artis Antiqua.
El compositor Julius Röntgen dedicó su Sonata n.° 2 para oboe y piano en re mayor a Stotijn.

## Grabaciones
- La grabación de Stotijn del Concierto para oboe en do mayor, K. 314, de Wolfgang Amadeus Mozart, con la Filarmónica de Viena dirigida por Wilhelm Loibner ha sido reeditada en algunas compilaciones clásicas.
- Es casi seguro que Stotijn es el solista de oboe que se escucha al comienzo del segundo movimiento en una grabación de 1949 de Ginette Neveu tocando el Concierto para violín en re mayor, Op. 77, de Johannes Brahms con la Orquesta Residentie dirigida por Antal Dorati, también disponible en reedición.